# فرودگاه وردن (غربی)
فرودگاه وردن (غربی) (به انگلیسی: Virden (West) Airport) یک فرودگاه همگانی است . این فرودگاه در کشور کانادا قرار دارد و در ارتفاع ۴۶۰ متری از سطح دریا واقع شده‌است.